# いずみの農業協同組合
いずみの農業協同組合は、大阪府岸和田市に本店を置く農業協同組合。愛称は「JAいずみの」。

## 概要
管轄区域は岸和田市・泉大津市・高石市・泉北郡忠岡町・和泉市で、泉北・泉南の両地域にまたがる。この管轄区域は衆議院議員総選挙大阪府第18区と一致する。
泉州水ナスが特産で、管区の隣接する大阪泉州農業協同組合とともに地域団体商標に申請・登録している。
そのほか、トマト、丸なすなどの軟弱野菜、「種の先」、玉ねぎ（泉州玉ねぎ）、いちじくなどの生産が盛ん。
農産物直売所「愛彩ランド」を運営しており、注目を集めている。

## 沿革
- 2009年（平成21年）4月1日 - JAきしわだ・JA泉北西部・JA大阪和泉の3農協が合併していずみの農業協同組合が発足。
- 2011年（平成23年）4月 - 農産物直売所「愛彩ランド」がオープン。
- 2012年（平成24年）3月 - JAいずみのキャラクター「イズミちゃん」「ミノルくん」が誕生。
- 2013年（平成25年）7月 - 株式会社JAファームいずみのを設立。
- 2018年（平成30年）3月 - LINE@アカウントを開設。

## 直売所
- 直営農産物直売所「愛彩ランド」

JAいずみのが直営する農産物直売所。レストラン（泉州やさいのビュッフェ＆カフェ）、加工施設等も併設しているほか、隣接して道の駅も設置されている。漬けなす等の加工品については消費地市場への出荷も行っている。
- 「JA全農ファーマーズ ららぽーと和泉店」

管内のららぽーと和泉に立地する直売所兼スーパーマーケット。JAグループのAコープ近畿が運営しており、JAいずみの管内から農産物が供給されているほか、全農ファーマーズに出荷している非組合員出荷者に対しても一部巡回・営農指導や育苗を実施している。

## 関連会社
JAいずみののグループは同組合本体及び以下の子会社1社で構成されている。
- 株式会社JAファームいずみの - 岸和田市山中直町

事業内容：農作業の受委託、農産物の生産加工販売、貸農園の開設運営、農業の担い手の育成研修